# Hotchkiss M1914
La Hotchkiss Mle 1914 fue la ametralladora estándar del Ejército francés durante la Primera Guerra Mundial. Era fabricada por la compañía de armamento francesa Société Anonyme des Anciens Etablissements Hotchkiss et Cie., fundada en la década de 1860 por el industrial estadounidense Benjamin B. Hotchkiss. El sistema Hotchkiss, esencialmente formulado en 1895, es ciertamente el precursor conceptual de la mayoría de diseños de ametralladoras accionadas por gas hasta el día de hoy. 
La Mle 1914 fue la última versión de una serie de diseños de Hotchkiss casi idénticos: la Mle 1897, Mle 1900 y la Mle 1908. La pesada Hotchkiss Mle. 1914 no debe ser confundida con la más ligera Hotchkiss M1909 Benet-Mercie estadounidense o la  .303 Hotchkiss Portable Machine gun Mark I. británica. Al inicio de la Primera Guerra Mundial, la St. Étienne M1907 era la ametralladora estándar del ejército francés. Pero debido a su inferior desempeño en combate, la Hotchkiss Mle 1914 se convirtió en la ametralladora estándar de la infantería francesa a finales de 1917. La Fuerza Expedicionaria Estadounidense (AEF, por sus siglas en inglés) en Francia también empleó extensivamente la Mle 1914 en 1917 y 1918. Las ametralladoras pesadas Hotchkiss, algunas de ellas siendo modelos primigenios, también fueron empleadas en combate por Japón, México, España, Bélgica y Polonia.
La ametralladora Hotchkiss, un arma resistente y confiable, continuó en servicio activo con el ejército francés hasta comienzos de la década de 1940. Para finales de 1918, solamente el ejército francés había recibido unas 47 000 ametralladoras Hotchkiss.

## Historia y diseño

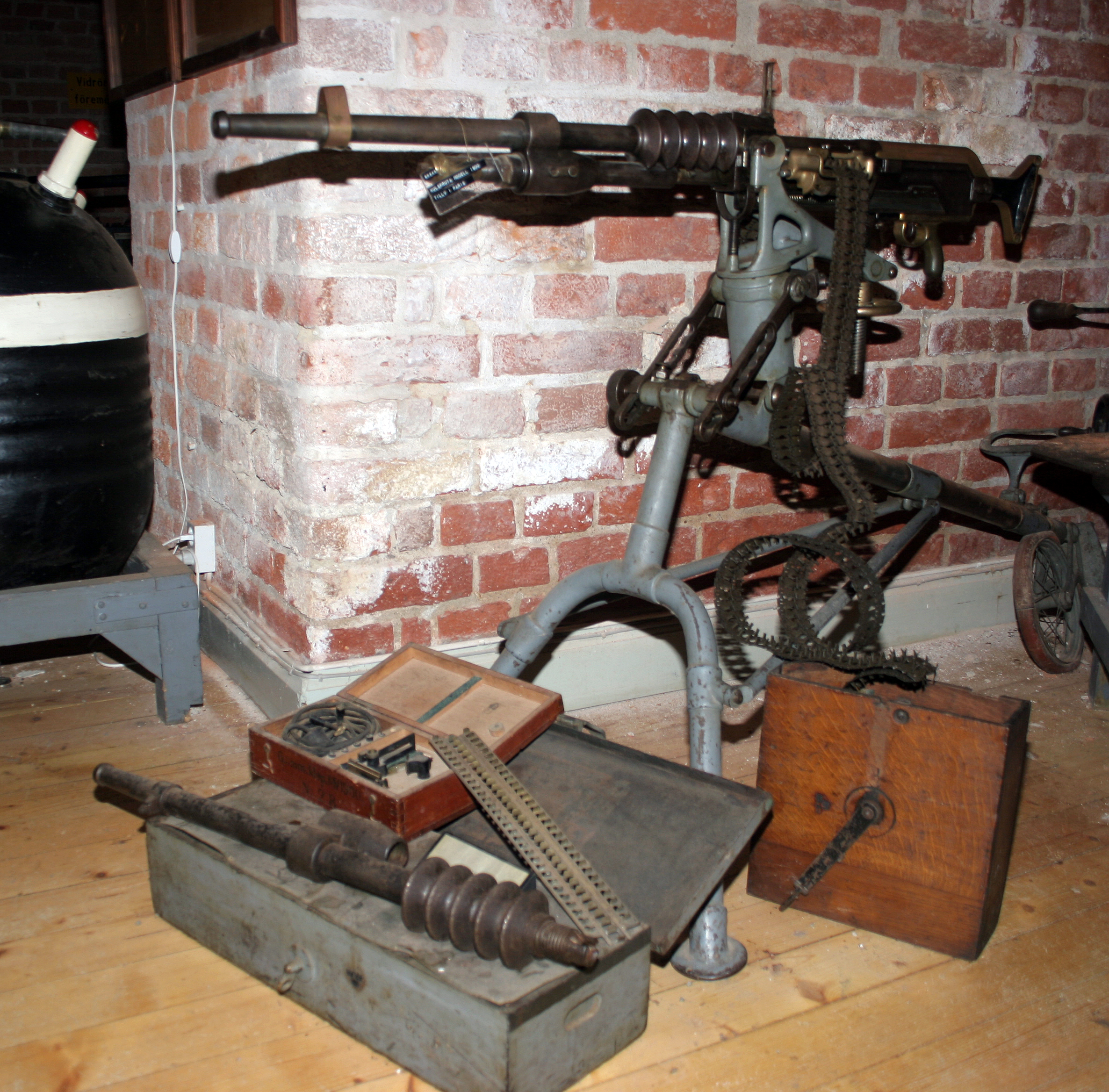
Ametralladora Hotchkiss alimentada mediante cinta articulada.

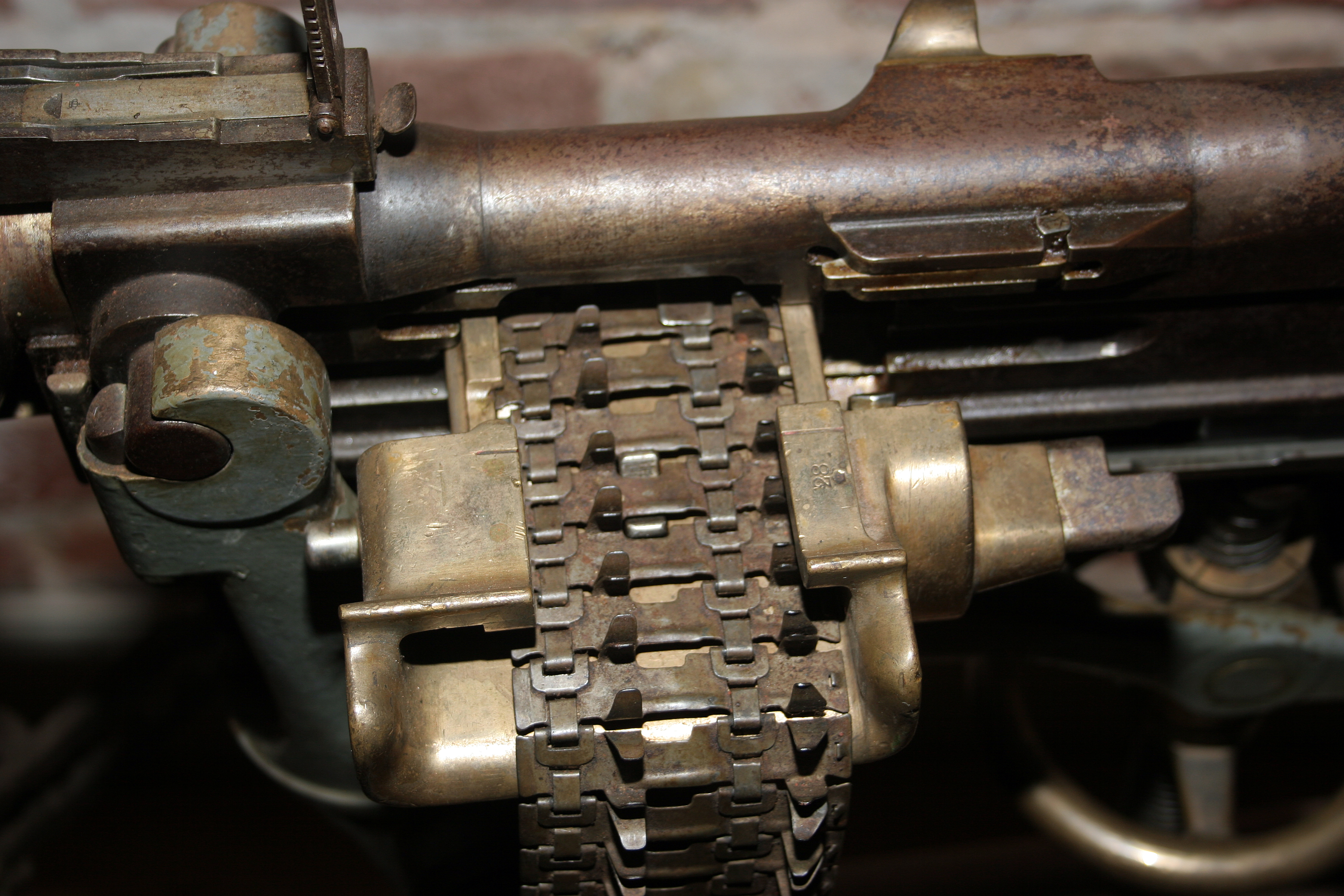
Detalle de la cinta articulada.

La Hotchkiss está basada en ciertas características del diseñador de armas checo-austríaco y oficial del ejército austrohúngaro capitán Barón Adolf Odkolek von Augezd. Las patentes para una ametralladora refrigerada por aire que funciona según el principio de tomar gases del cañón fueron compradas por la empresa Hotchkiss, con sede en Saint-Denis, cerca de París. Benjamin Hotchkiss ya no vivía en el momento de la compra (murió en 1885), pero el diseño de Odkolek fue posteriormente desarrollado y mejorado por el estadounidense Laurence V. Benét (1863-1947) nombrado en 1887 por los accionistas de la empresa ingeniero jefe y gerente de promoción con la asistencia de su ayudante principal el joven Henri A. Mercié. 
Tras el inicio de las pruebas en 1895, los problemas de desarrollo fueron resueltos y tuvo lugar la primera compra de ametralladoras Hotchkiss por las Fuerzas Armadas francesas en 1897. En 1898, Hotchkiss ofreció un modelo de exportación para las ventas internacionales. Con algunas modificaciones útiles, como la adición de cinco aletas radiales de refrigeración al cañón, el mismo diseño básico dio origen a la M1900 y posteriormente, a la M1914 (con algunas mejoras mínimas en 1908). Mientras tanto, se aprobó la adopción de la St. Étienne M1907 (un arma producida por el arsenal estatal y derivada de la ametralladora Puteaux M1905) para equipar a la infantería, bajo presiones políticas internas. A pesar de esto, la ametralladora Hotchkiss fue comprada en cantidades significativas para ser empleada en las colonias francesas y por las tropas de montaña francesas en los Alpes. En el crucial año de 1916, las unidades francesas de infantería de primera línea que aún estaban equipadas con la poco fiable Saint-Etienne, convencieron al general Petain de que necesitaban con suma urgencia a la más fiable Hotchkiss. Su petición fue atendida y divisiones completas del Ejército francés fueron reequipadas con la ametralladora Hotchkiss a finales de 1917 e inicios de 1918.
La Hotchkiss era una ametralladora accionada por los gases del disparo y enfriada por aire, en contraste con la Maxim y sus derivados (accionadas por retroceso y enfriadas mediante agua). El cañón tenía cinco grandes aletas circulares, que ayudaban a su enfriamiento y retrasaban el sobrecalentamiento de este. El cilindro de gases situado bajo el cañón tenía un pistón regulable que podía ajustarse a la cadencia normal de 450 disparos/minuto. La Hotchkiss tenía solamente 32 piezas, incluyendo 4 resortes (del tipo helicoidal), pero ningún tornillo o pasador, haciéndola fácil y sencilla de desarmar y mantener. Todas las piezas de la ametralladora estaban hechas de tal manera que era imposible ensamblarlas de forma incorrecta. La Hotchkiss disparaba a cerrojo abierto, una característica común a todas las ametralladoras actuales (para evitar el "encendido" de cartuchos), pero, sin embargo, una primicia en 1897. Aunque confiable y sencilla de alimentar por un equipo de tres sirvientes, cada peine solo tenía 24 cartuchos. Cada peine vacío era eyectado automáticamente tras haber sido disparado su último cartucho, dejando el cerrojo abierto y en posición posterior. La introducción de un peine lleno en la ametralladora soltaba el cerrojo y el fuego continuaba. Los peines de la Hotchkiss se desempeñaban bien con un equipo de tres soldados, pero la capacidad de estos era demasiado pequeña para un tirador que disparaba desde el interior de un tanque o una posición estrecha. Esto llevó a la adopción de una cinta metálica articulada de 250 cartuchos en 1917. Fue ampliamente empleada en los tanques franceses de la época, así como también por equipos de infantería en situaciones especiales. También fue empleada por los pilotos franceses a bordo de sus aviones.
A partir de 1900 fueron empleados dos tipos básicos de trípode hasta la Primera Guerra Mundial, cuando el tercer y último modelo de trípode Hotchkiss (el Mle 1916) fue adoptado y ampliamente distribuido. Este trípode que podía sostener tanto la ametralladora Hotchkiss como la St. Etienne fue suministrado en 1915; era el llamado "Trípode Ómnibus". La Hotchkiss francesa tenía una cadencia de 450 disparos/minuto empleando munición cal. 8 mm Lebel y un alcance máximo efectivo de 3800 m con la bala "Balle D". Habitualmente se abría fuego de efecto en ráfagas sucesivas de 10 o 15 disparos. La ametralladora podía soportar el fuego continuo de unos 120 disparos precisos por minuto casi indefinidamente, a excepción de los ocasionales cambios de cañón (durante fuego continuo, aproximadamente a cada 1000 disparos) que eran rápidos y simples de efectuar con la ayuda de una llave especial. El cañón podía alcanzar una temperatura de casi 400 °C, momento en el cual se volvía de color rojo oscuro. En este punto, el cañón disipaba el calor tan rápidamente como lo generaba. Esto solamente ocurría al abrir fuego continuo en situaciones de combate de emergencia. La queja más común sobre la Hotchkiss era su peso: la ametralladora y su trípode pesaban en total 49,89 kg. Los trípodes fueron muy criticados, en especial los modelos "Ómnibus", que eran considerados demasiado altos y muy pesados.

## Empleo
El principal usuario de la Hotchkiss Mle 1914 fue el ejército francés durante la Primera Guerra Mundial y las primeras etapas de la Segunda Guerra Mundial. La compañía Hotchkiss suministró 47000 ametralladoras M1914 al ejército francés entre 1914 y finales de 1918. Varios centenares de estas disparaban la munición cal. 11 x 59 R Gras para emplearlas contra globos de observación, ya que este era el calibre más pequeño que podía emplear una bala incendiaria, mientras que las demás disparaban el 8 mm Lebel. 
El segundo mayor usuario de esta ametralladora fue la Fuerza Expedicionaria Estadounidense en Francia, entre 1917 y 1918. Los Estados Unidos compraron y emplearon en combate 7000 ametralladoras Hotchkiss Mle 1914 de calibre 8 mm. Sin embargo, el ejército, a fin de resolver la logística implicada en el suministro de dos tipos de municiones, uno para fusil y otro para las ametralladoras; por ello, reemplazaron los cañones de las ametralladoras originales de 8 mm por otros fabricados en Estados Unidos y calibrados para el  .30-06 Springfield, el cartucho de fusil estándar del ejército estadounidense.
Ametralladoras Hotchkiss de calibre 6,5 × 50 mm Arisaka fueron empleadas por el Ejército Imperial Japonés en Manchuria, como equipo estándar de infantería durante la guerra ruso-japonesa (1904-1905). Asimismo ametralladoras de calibre 7 mm equiparon a ambos bandos (las tropas federales y las de Pancho Villa y Emiliano Zapata) durante la Revolución mexicana (1910-1920).
El mismo modelo de ametralladora Hotchkiss calibre 7 mm, con munición 7 × 57 mm Mauser fabricada bajo licencia en la Fábrica de Armas de Oviedo, España y declarada reglamentaria en el ejército español. Fue usada en la guerra del Rif entre España y Francia contra las tribus rifeñas en el norte de Marruecos entre 1921 y 1927. También fue usada ampliamente por ambos bandos (Nacionalistas y Republicanos) durante la guerra civil española (1936-1939). 
Más adelante, la Hotchkiss Mle. 1914 de calibre 8 mm fue montada en todos los tanques y vehículos blindados franceses de la Primera Guerra Mundial. Entre los tanques que emplearon este modelo figuran el Schneider CA1, el St Chamond, el Renault FT-17 y el Char 2C. Igualmente, los tanques y vehículos blindados británicos fueron equipados con la versión local de la ametralladora ligera Hotchkiss M1909 Benet-Mercie. 
Una serie de pruebas modernas con ametralladoras antiguas publicada recientemente describe a la Hotchkiss Mle 1914 como «una sólida y pesada y combinación de ametralladora y trípode, que para ser la primera ametralladora enfriada por aire eficiente del mundo es admirablemente fiable y precisa» (Robert Bruce, 1997). Estas cualidades proporcionaron a los militares franceses la excusa perfecta para mantener a la Hotchkiss en servicio activo más allá de su punto de obsolescencia, hasta inicios de la Segunda Guerra Mundial. Las últimas utilizaciones registradas de la Hotchkiss después de la Segunda Guerra Mundial fueron en Indochina y Argelia, donde sirvió para defender puestos avanzados en posiciones estáticas.

## Usuarios
- Francia
- Bélgica
- Brasil
- Chile
- España
- Estados Unidos
- Japón, como la Tipo 3
- México
- Colombia[2]
- Noruega
- Perú
- Polonia
- Turquía
- Uruguay
- Venezuela